# Ffdshow
ffdshow是一套免費的视频編解碼軟體，可支援H.264、FLV、WMV、MPEG-1、MPEG-2以及MPEG-4等格式視訊檔。ffdshow本身並不包含媒體播放器，但各種媒體播放器都可以使用ffdshow進行解碼。

## 格式
ffdshow使用ffmpeg libavcodec library以及其他各種開放原始碼的軟體套件。 
- MPEG-4 Part 2（包含用Xvid，3ivx編碼，以及所有的DivX）。
- Flash Video, H.263 and VP6（用於網站，如YouTube）。
- H.264/AVC，WMV是一著名的應用。

ffdshow亦可進行音效解碼，諸如：
- MP3
- AAC
- Dolby AC3
- WMA
- Vorbis格式

## 外部連結
- Current Sourceforge ffdshow page（页面存档备份，存于）
- Wiki, online help（页面存档备份，存于）
- Official Doom9 support, discussion, & development thread（页面存档备份，存于）
- Official support forum（页面存档备份，存于）
- Version history of ffdshow-tryout（页面存档备份，存于）
- Recent ffdshow builds（页面存档备份，存于） from codecs.com, usually a few days behind the official site.

### 歷史連結
- CVS snapshots by celtic_druid (US)（Mirror （FR）（页面存档备份，存于）)（Mirror （JP）（页面存档备份，存于）)（No longer updated）
- Old speed comparisons: ASP（页面存档备份，存于）, AVC（页面存档备份，存于）